# Irina Kalentieva
Irina Nikolajevna Kalentieva (ryska: Ирина Николаевна Калентьева), född 10 november 1977 i Sovjetunionen (nu Ryssland), är en rysk tävlingscyklist som tog brons i mountainbike vid olympiska sommarspelen 2008 i Peking. 

## Biografi
Irina Kalentieva föddes i Tasjkent, Sovjetunionen, men flyttade senare till Ryssland där hon började sin cykelkarriär. Hon visade tidigt en stor talang för mountainbike och började tävla på elitnivå i mitten av 1990-talet.

## Karriär
Kalentieva har haft en lång och framgångsrik karriär inom mountainbike. Hon har vunnit flera stora titlar och är känd för sin tekniska skicklighet och uthållighet.

### Olympiska spel
Irina Kalentieva deltog i olympiska sommarspelen 2008 i Peking, där hon vann bronsmedaljen i mountainbike. Hon slutade på tredje plats efter Sabine Spitz från Tyskland och Maja Włoszczowska från Polen.

### Världsmästerskap
Kalentieva har vunnit världsmästerskapen i mountainbike två gånger, 2007 och 2009. Hon har även vunnit flera silver- och bronsmedaljer i världsmästerskapen.

### Europamästerskap
Irina Kalentieva har vunnit europamästerskapen i mountainbike fyra gånger: 2001, 2004, 2006 och 2009. Hon har även vunnit flera silver- och bronsmedaljer i europamästerskapen.

### Världscupen
Kalentieva har även haft stora framgångar i världscupen i mountainbike. Hon har vunnit flera deltävlingar och slutat på pallen i den totala världscupställningen flera gånger.

## Utmärkelser och priser
Irina Kalentieva har mottagit flera utmärkelser och priser för sina prestationer inom mountainbike. Hon har bland annat utsetts till årets cyklist i Ryssland flera gånger.

## Privatliv
Irina Kalentieva är gift och har barn. Hon är känd för sin hängivenhet till sin familj och sin sport. Hon har även varit involverad i olika välgörenhetsorganisationer och har arbetat för att främja mountainbike som sport.